# NGC 1931
NGC 1931 je otvoreni skup s emisijskom maglicom u zviježđu Kočijašu. 

## Vanjske poveznice
- SEDS: NGC 1931